# Olexandr Surutkowytsch
Olexandr Surutkowytsch (ukrainisch Олександр Суруткович; * 8. Januar 1984) ist ein ukrainisch-aserbaidschanischer Radrennfahrer.
Olexandr Surutkowytsch wurde 2005 bei der Rumänien-Rundfahrt Zweiter der Gesamtwertung. In der Saison 2006 wurde er ukrainischer Meister im Einzelzeitfahren der U23-Klasse. 2010 gewann er zwei Etappen der Kerman Tour und wurde 2012
Aserbaidschan Aserbaidschanischer Meister im Straßenrennen

## Erfolge
2006
- Ukrainischer Meister – Einzelzeitfahren (U23)

2010
- zwei Etappen Kerman Tour

2012
- Aserbaidschanischer Meister – Straßenrennen

## Teams
- 2008: Team Type 1 (ab 01.08.)
- 2012: Team Specialized Concept Store
- 2013: Synergy Baku Cycling Project